# 新房子 (布里斯托尔)
新房子（New Room）是英格兰布里斯托尔的一座历史建筑，位于布罗德米德。
它由约翰·卫斯理建于1739年是世界上最古老的循道宗教堂。教堂的上方是卫斯理和其他传道人住的房间。教堂里有一个在当时常见的双层讲道坛，和八角形的窗户，以减少支付窗稅的金额。除了聚会和礼拜之外，新房子还被用作该地区穷人的药房和教室。教堂长椅和长凳是用旧的船用木材打制。 鲍德温街和尼古拉斯街的循道宗团体联合组成联会，自1739年6月3日起在新房子聚会。卫斯理坚持在新房子的聚会只能在圣公会教堂礼拜时间之外举行，因为他希望循道宗只是圣公会的补充，而不是与圣公会竞争。
建筑周围的庭院里有约翰·卫斯理和查理·卫斯理兄弟的雕像。
1748年，教堂扩建，可能是由贵格会的建筑师乔治·塔利设计，因为与同一时期的贵格会聚会所风格相似。卫斯理认为，礼拜应在教堂进行，扩大的新房子只是勉强地符合1689年的容忍法案，使它成为正式的礼拜场所。约翰·卫斯理1748至1771年住在新房子，当他的弟弟查理·卫斯理离开时，他在那里管理圣餐。卫斯理在布里斯托尔新房子的书店出售他出版的作品。对1695年至1775年布里斯托尔全部印刷品的分析表明，超过一半是由循道宗编写的。卫斯理死后，房子落入威尔士加尔文循道宗手中。1929年，它回到循道宗。1929年乔治·奥特利爵士修复这座建筑后，增加了1761年，约翰·斯内茨勒的管风琴。

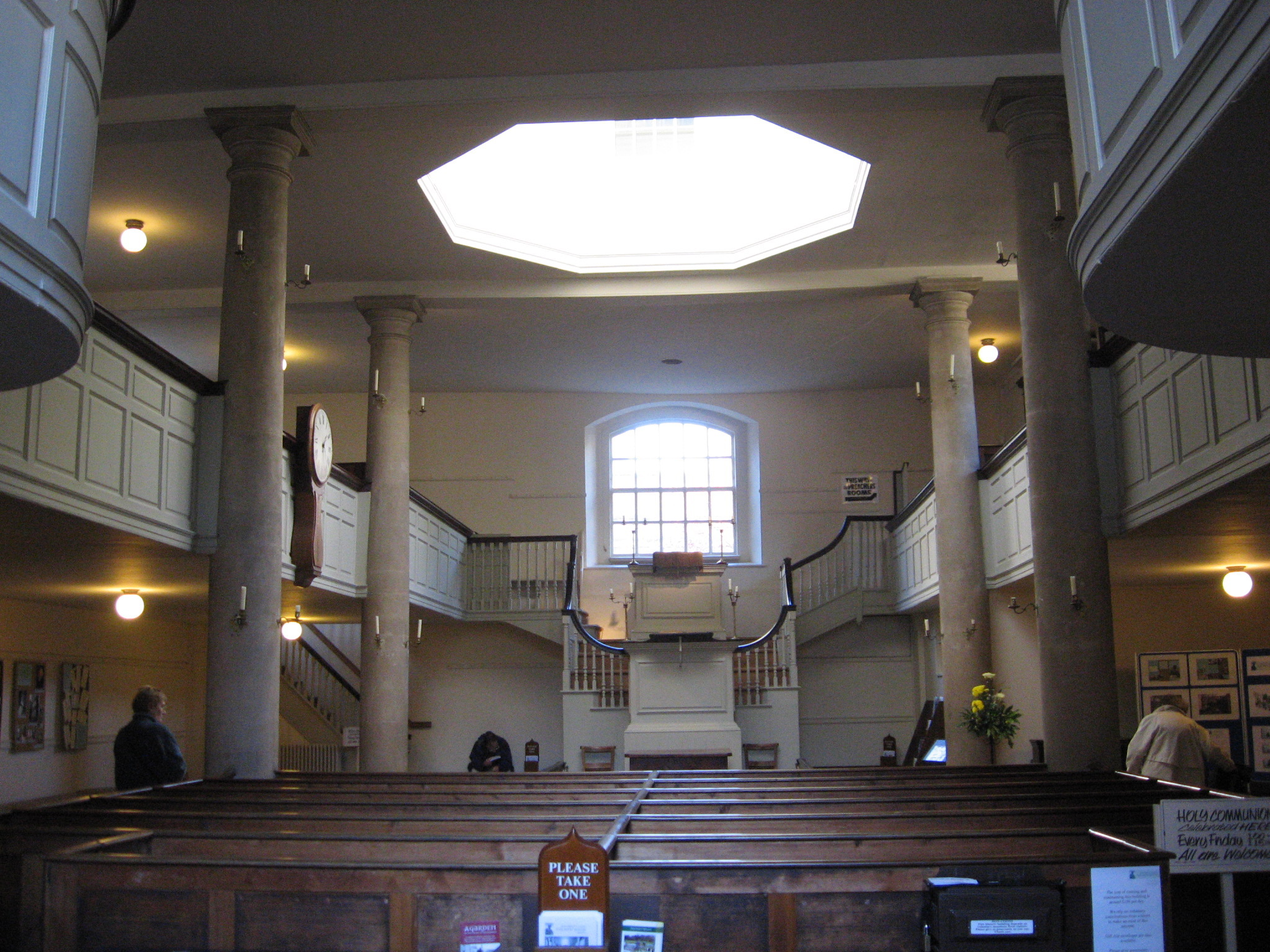
内部

该建筑已列为I级登录建筑，它是布罗德米德唯一在二战后扩张期间没有被布里斯托市议会购买所有权的一块土地。
2011年5月24日，布里斯托尔市市长大人在庭院内建了一个花园。随后，2017年7月13日，格洛斯特公爵建立了马市场游客中心。新的设施包括咖啡馆、图书馆、档案馆、会议和教育设施，以及教堂楼上传道人房间扩建的博物馆。